# الصالون الدولي للكتاب بالجزائر
الصَّالُون الدُّولِيّ لِلكِتَاب بِالجزائِر (بالفرنسية: Salon international du livre d'Alger "SILA")‏ هو حدث ثقافي سنوي مخصص للكتب والكتابة، ينظم تحت رعاية وزارة الثقافة، ويقام في كل عام في قصر المعارض بالصنوبر البحري في مدينة الجزائر عاصمة الجمهورية الجزائرية الديمقراطية الشعبية ، شهدت الطبعة الـ 25 لعام 2023، إقبال ما لا يقل عن 2.5 مليون زائر وسجلت حالات ذروة قدرت بـ 200 ألف زائر يومياً. معظم المؤلفات المعروضة كتبت باللغة العربية أو الفرنسية. هذا الحدث هو الحدث الرئيسي الذي يشكل رمزاً كبيراً لبداية موسم أدبي جديد. ويدعو منظمو الصالون شخصيات بارزة في مجالات تخصصهم المعرفي لتأكيدا على نهج المعرض ومبررات وجوده.

## الأهداف
الأهداف الرئيسية للصالون هي:
- تشجيع الترويج للكتاب كوسيط أساسي في نقل المعرفة؛
- إتاحة فرصة فريدة للاطلاع على الإنتاجات الفكرية الجديدة، الأدبية والعلمية والفنية في الجزائر وجميع أنحاء العالم؛
- مساعدة في حث وتعزيز القراءة وإرضاء أذواق القارئ؛
- توفر إطارا لتطوير شراكات مهنية في مجالات النشر والتوزيع للكتاب وطنيا ودوليا؛
- تعزيز الحوار والتبادل الثقافي والفكري.
- ترويج الكتب وتنمية مهارة الشخص.

## مكان وتاريخ الانعقاد

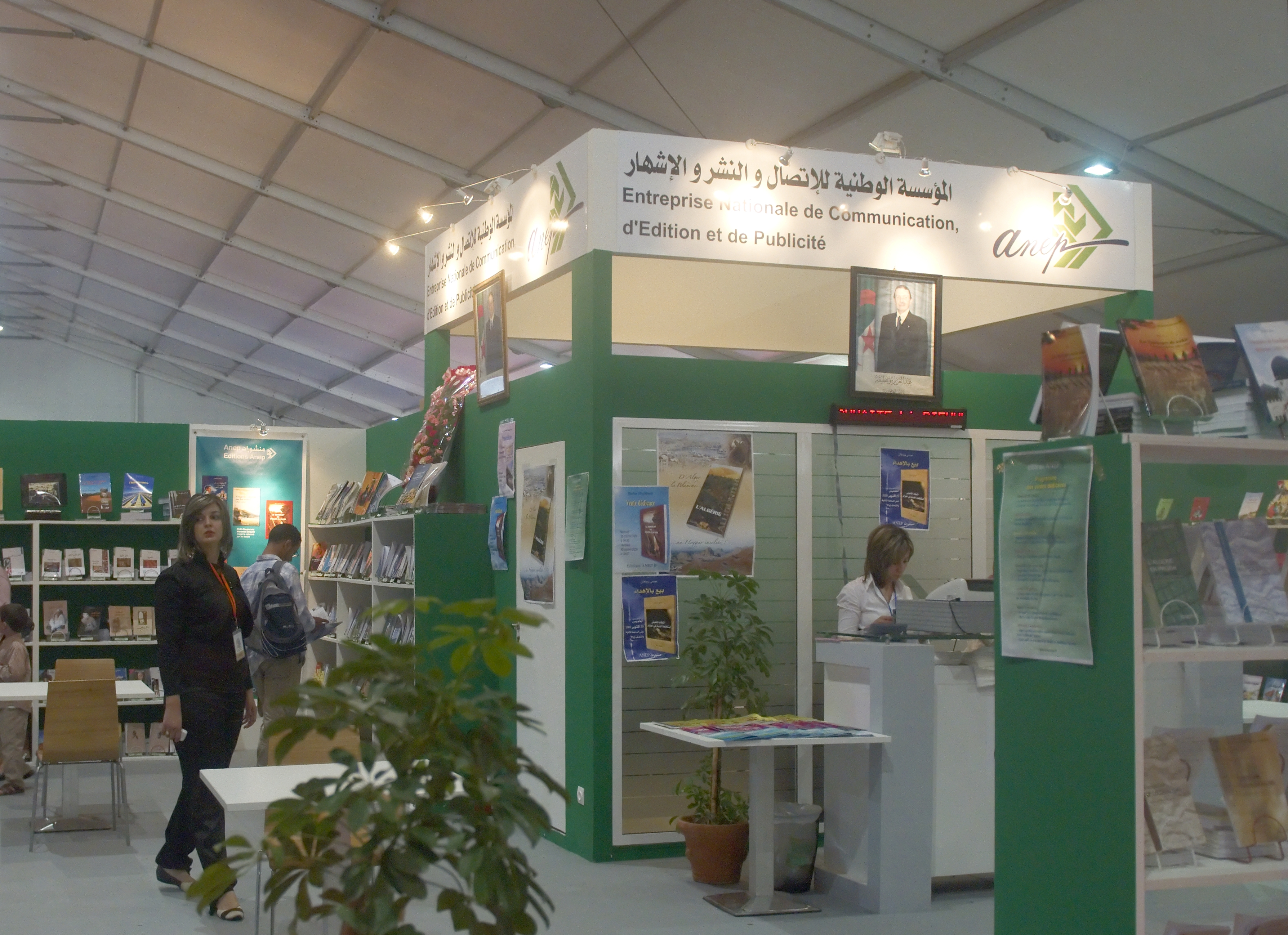
الصالون الدولي الكتاب بالجزائر

يحتضن فعاليات الصالون كل عام قصر المعارض (سافيكس) ـ الصنوبر البحري بالجزائر العاصمة. وقد تم عقد الطبعات من 13 ـ 16 بالمركب الأولمبي ملعب 5 جويلية محمد بوضياف ليعاد إلى «سافيكس» ابتداءاً من دورته 17. ويحرص القائمون كل عام على ضبط تاريخ انعقاده بالتزامن مع احتفالات الجزائر بثورة التحرير في 1 نوفمبر من كل عام.

## الزوار
يتجاوز عدد زوار الصالون الدولي للكتاب مليون زائر كل عام، حيث ينافس الصالون الدولي للكتاب بالجزائر أكبر المعارض الدولية على احتلال «المرتبة الأولى» عالمياً من حيث الإقبال.

## العارضون
وصل عدد الدول المشاركة في الصالون لعام 2015 إلى 53 دولة. وقد قدر عدد العارضين الأجانب بـ 620 ناشراً مقابل 659 ناشراً سنة 2014. أما عدد العارضيين من مهنيي الكتاب الجزائريين فبلغ 290 عارضا مقابل 267 عارضا لسنة 2014 حسب محافظ الصالون.

## الفعاليات
تسطر محافظة الصالون الدولي للكتاب برنامجاً يومياً يطرح على الزوار طيلة أيام الصالون يتنوع بين الندوات الفكرية واللقاءات الأدبية، كما تحرص مختلف دور النشر على تنظيم برامجها الخاص الموازية للبرنامج الرسمي.

### الندوات
يعقد الصالون الدولي للكتاب ندوات ومحاضرات فكرية طيلة أيام المعرض تدعى لها شخصيات ثقافية وأدبية دولية وجزائرية، حيث تحرص الوجوه الأدبية والثقافية البارزة على التواجد في هذه النشاطات نظراً للتغطية الإعلامية الكبيرة التي يحظى بها الصالون من طرف وسائل الاعلام المكتوبة والسمعية البصرية.

### تقديم أبرز الإصدارات
تحرص كبريات دور النشر على برمجة لقاءات مباشرة مع القراء في أجنحتها يدعى لها زوار المعرض لتقديم أبرز إصداراتها السنوية، بحضور المؤلفين من أجل مناقشة مواضيع كتبهم مع القراء.

### البيع بالتوقيع
تعد جلسات البيع بالتوقيع من أبرز ملامح الصالون الدولي للكتاب بالجزائر حيث تبرمج أغلب دور النشر جلسات بيع بالإهداء لكتّابها. وهي الجلسات التي تجلب انتباه الزوار وتثير اهتمامهم في مختلف أجنحة العرض.

## جائزة آسيا جبار للرواية
أطلق الصالون الدولي للكتاب في الطبعة العشرين جائزة آسيا جبار للرواية في ثلاث فئات للرواية المكتوبة بالعربية، الفرنسية والأمازيغية.

## انتقادات
تسبب تغيير مقر احتضان الصالون الدولي للكتاب في الدورات 13، 14، 15، و16 في انتقادات واسعة من الناشرين لمحافظة الصالون ووزارة الثقافة نظرا لميلان الأرضية والرطوبة  وهو ما دفع السلطات لإعادة الصالون لفضاء سافيكس. كما أن عدم دعوة بعض الكتاب لنشاطات الصالون تثير كل عام حفيظة الأسماء الأدبية غير المدعوة، وهو ما دفع ببعضها لاتهام السلطات الوصية باتباع سياسة الاقصاء والتهميش الممنهج في حقهاعلى غرار ربيعة جلطي.

## وصلات خارجية
- الموقع الرسمي للمعرض الدولي للكتاب الجزائر